# Casa Johannes Lapicida din Bistrița
Casa lui Johannes Lapicida din Bistrița (Casa lui Ioan Pietrarul) a fost construită în jurul anului 1500 în stil gotic. Acest edificiu este, prin armonia proporțiilor și prin sobrietatea elementelor decorative, unul din cele mai reprezentative monumente ale arhitecturii gotice din Transilvania. Primul proprietar este Andreas Beuchel. Ajunsă în 1538 proprietatea lui Johannes Lapicida, numit și Muratoris (în germană Hans Maurer, în trad. Ioan Pietrarul sau Ioan Zidarul), meșter pietrar sas bistrițean ce lucrase în Moldova în timpul lui Petru Rareș. Clădirea a suferit ulterior o serie de modificări în stilul Renașterii transilvănene.
Clădirea este unicat în Europa, fiind prima casă care face trecerea de la Goticul târziu la Renaștere, într-o Renaștere timpurie în Transilvania.

## Trăsături
Clădirea este situată pe parcela delimitată de Piața Centrală și str. Vasile Nașcu. Are un plan în formă de „L", latura mai scurtă, respectiv fațada principală, având o lungime de 13 m.
Casa prezintă patru niveluri: în spatele sălii boltite de la parter este demisolul, care servea inițial drept pivniță, deasupra acestuia fiind intercalat un mezanin. Etajul se desfășoară deasupra mezaninului și al parterului. Fațada principală a casei este asimetrică, poarta ocupând axul din dreapta al fațadei. Ancadramentul cioplit în piatră, cu închidere semicirculară și muchiile teșite, aparține Renașterii timpurii. Între ferestrele de la parter, zidul fațadei este străpuns de o poartă pietonală, de formă dreptunghiulară.
Fațada etajului prezintă patru deschideri, fereastra din dreapta fiind în ax cu deschiderea corespunzătoare de la parter. Cele trei ferestre prezintă ancadramente de piatră, pătrate, ce exemplifică stilul de tranziție de la Gotic la Renaștere.
Balconul de la etaj a fost reconstituit în anii 1970 din fragmentele sculptate identificate în parament. Cel original se sprijinea tot pe patru console din piatră, dar avea probabil un parapet din lemn. Ușa balconului are ancadramentul cioplit în piatră și neprofilat, cu lintelul pe console, și pare să dateze din prima treime a secolului al XVI-lea.
Încăperea dinspre Piață, de la parter, are o boltă în plasă, cu ogive de cărămidă. Acest tip de boltă poate fi datat în jurul anului 1520, din aceeași perioadă cu ferestrele semicirculare de la fațadă. Ușa ce duce spre această sală, din gangul porții, prezintă un ancadrament tipic pentru îmbinarea elementelor stilistice gotice cu cele renascentiste, datând tot din prima treime a veacului al XVI-lea.